# Johann Conrad Michaelis
Johann Conrad Michaelis (auch Johannes Conrad Michaelis, * im 17. Jahrhundert in Worms; † im 18. Jahrhundert) war ein deutscher Mediziner und Stadtphysicus in Hanau.

## Leben und Wirken
Johann Conrad Michaelis studierte Medizin und wurde 1710 mit seiner Schrift Dissertatio inauguralis medica de senum affectibus bei Georg Ernst Stahl an der Universität Halle promoviert. 
Anschließend wirkte er als  Stadtarzt in Hanau.
Am 18. Dezember 1711 wurde er unter der Präsidentschaft des Mediziners und Naturforschers Lukas Schröck mit dem akademischen Beinamen Sophokles unter der Matrikel-Nr. 291 als Mitglied in die Leopoldina aufgenommen.

## Schriften (Auswahl)
- Dissertatio inauguralis medica de senum affectibus. Halae Magdeburgicae 1710 (Digitalisat)